# Comuna Starigrad, Zadar
Starigrad este o comună în cantonul Zadar, Croația, având o populație de 1.876 de locuitori (2011).

## Demografie
Componența etnică a comunei Starigrad
     Croați (96,06%)
     Sârbi (1,92%)
     Necunoscut (0%)
     Neclasificat (1,76%)
Componența confesională a comunei Starigrad
     Catolici (95,26%)
     Ortodocși (2,51%)
     Necunoscută (0,75%)
     Alte religii (1,49%)
Conform recensământului din 2011, comuna Starigrad avea 1.876 de locuitori. Din punct de vedere etnic, majoritatea locuitorilor (96,06%) erau croați, cu o minoritate de sârbi (1,92%). Din punct de vedere confesional, majoritatea locuitorilor (95,26%) erau catolici, cu o minoritate de ortodocși (2,51%). Pentru 0,75% din locuitori nu este cunoscută apartenența confesională.